# Millie (film)
Pour les articles homonymes, voir Millie.
Pour plus de détails, voir Fiche technique et Distribution.
Millie (Thoroughly Modern Millie) est un film musical américain de George Roy Hill sorti en 1967.

## Synopsis
La jeune Millie décide de s'installer en ville pour changer d'apparence. Désormais, elle veut paraître plus moderne. Alors que son objectif est de devenir secrétaire et d'épouser son patron, Millie se lie d'amitié avec une jeune comédienne. C'est finalement celle-ci qui vit une aventure avec le patron de Millie.  

## Fiche technique
- Titre original : Thoroughly Modern Millie
- Titre français : Millie
- Réalisation : George Roy Hill
- Scénario : Richard Morris
- Direction artistique : Alexander Golitzen
- Décors : Howard Bristol
- Costumes : Jean Louis
- Photographie : Russell Metty
- Montage : Stuart Gilmore
- Musique : Elmer Bernstein
- Production : Ross Hunter
- Sociétés de production : Universal Pictures, Ross Hunter Productions
- Société de distribution : Universal Pictures
- Budget : 6 millions de US$
- Pays d’origine :  États-Unis
- Langue : Anglais
- Format : Couleurs - 35 mm - 1,85:1- Son stéréo (RCA Sound System)
- Genre : Film musical
- Durée : 138 minutes
- Dates de sortie :
  - États-Unis : 21 mars 1967
  - France : 22 septembre 1967

## Distribution
- Julie Andrews (VF : Éliane Thibault) : Millie Dillmount
- James Fox (VF : Daniel Crouet) : Jimmy Smith
- Jim Bryant : Jimmy Smith (chant)
- Mary Tyler Moore : Dorothy Brown
- Jackie Allen : Dorothy Brown (chant)
- Carol Channing : Muzzy Van Hossmere
- John Gavin (VF : Vincent Davy) : Trevor Graydon
- Bill Lee : Trevor Graydon  (chant)
- Beatrice Lillie (VF : Lita Recio) : Mme Meers
- Jack Soo et Pat Morita (VF : Ky Duyen) : les Chinois
- Philip Ahn (VF : Frédéric O'Brady) : Tea
- Anthony Dexter (VF : Serge Lhorca) : Juarez
- Cavada Humphrey : Miss Flannery
- Herbie Faye : le chauffeur de taxi
- Michael St. Clair : le baron Richter
- Lisabeth Hush (VF : Paule Emanuele) : Judith Tremaine
- Albert Carrier (en) (VF : René Bériard) : Adrian Huntley
- Ann Dee : une chanteuse
- Benny Rubin (VF : Jean Berton) : un serveur

## Chansons du film
- Thoroughly Modern Millie (paroles de Sammy Cahn, musique de Jimmy Van Heusen) -  Julie Andrews
- The Tapioca (Sammy Cahn/Jimmy Van Heusen) -  Jim Bryant
- Baby Face (Benny Davis/Harry Akst) -  Julie Andrews
- Ah! Sweet Mystery of Life (Rida Johnson Young/Victor Herbert) - Jackie Allen et Bill Lee
- Do It Again (Buddy G. DeSylva/George Gershwin) - Carol Channing
- Jazz Baby (Blanche Merrill/M. K. Jerome) -  Carol Channing
- Jimmy (Jay Thompson) - Julie Andrews
- Trinkt le Chaim (Sylvia Neufeld) - Julie Andrews
- Poor Butterfly (John Golden/Raymond Hubbell) - Julie Andrews
- Rose of Washington Square (James F. Hanley/Ballard MacDonald) - Ann Dee
- The Japanese Sandman (Ray Egan/Richard A. Whiting) - Jack Soo et Pat Morita

## Récompenses
- Oscars 1968 : Meilleure musique originale pour Elmer Bernstein
- Golden Globes 1968 : Meilleure actrice dans un second rôle pour Carol Channing

## Nominations
- Oscars 1968 :
  - Meilleure actrice dans un second rôle pour Carol Channing
  - Meilleurs costumes pour Jean Louis
  - Meilleure musique adaptée pour Andre Previn et Joseph Gershenson
  - Meilleure chanson originale pour Jimmy Van Heusen et Sammy Cahn (Thoroughly Modern Millie)
  - Meilleur son pour le département du son des studios Universal